# Charlotte von Cosel
Charlotte Mathilde Adelheid von Cosel (* 6. Januar 1818 in Breslau; † 22. April 1904 in Charlottenburg) war eine deutsche Schriftstellerin. Sie veröffentlichte unter dem Pseudonym „Adelheid von Auer“.

## Leben
Charlotte von Cosel stammte aus der preußischen Offiziersfamilie von Cosel. Sie war das vierte von sieben Kindern ihrer Eltern, des späteren Generals der Kavallerie Karl von Cosel (1789–1876) und der Johanna Luise Charlotte von Auer (1795–1831). Als abweichendes Geburtsdatum wird auch der 15. November 1819 genannt. Kindheit und Jugend verbrachte Charlotte von Cosel in Berlin, wo der Vater als kommandierender Offizier, vor allem aber in höheren Stäben und im Kriegsministerium Dienst tat. Am 9. Mai 1848 wurde er mit Pension zur Disposition gestellt und siedelte alsbald mit seiner 1833 geheirateten zweiten Ehefrau, Asta von Schkopp (1802–1880), nach Schwedt über, wo er sich Haus und Garten kaufte. Dorthin zog auch Charlotte von Cosel.
Seit 1856 veröffentlichte sie eine Reihe von gern gelesenen Novellen und Romanen, die zum Teil auch in der Gartenlaube (1869) und Über Land und Meer erschienen. Nach dem Tode des Vaters zog sie 1876 nach Berlin zurück und lebte dort als selbstständige Schriftstellerin. Nach Brümmer verließ sie Schwedt/Oder erst 1887.
Soweit bekannt, veröffentlichte sie ausschließlich unter Verwendung ihres dritten Vornamens – Adelheid – und des Mädchennamens ihrer Mutter – von Auer.

## Werke
- Novellen. 2 Bände, Göttingen 1858.
- Neue Novellen. 3 Bände, Göttingen 1860.
- Drei Novellen. Hamburg 1862.
- Fußstapfen im Sande. Roman, 4 Bände, Berlin 1868. (Digitalisat Band 1), (Band 2), (Band 3), (Band 4)
- Modern. Roman, 2 Bände, Berlin 1868. (Digitalisat Band 1)
- Schwarz auf Weiß. Novelle, Berlin 1869. (Digitalisat)
- Jedem das Seine. In: Die Gartenlaube. Jg. 1869, Heft 40–46, Wikisource. (Neuauflage 2020, ISBN 978-3-7437-3810-2)
- Eine barmherzige Schwester. Novelle, Schwerin 1870.
- Achtzig Stufen hoch. Roman, 4 Bände, Stuttgart 1871, ²1873.
- Gesammelte Erzählungen. 3 Bände, Jena 1874.
- Das Leben kein Traum. Novellen, 2 Bände, Leipzig 1874. (Digitalisat Band 1)
- Neue Novellensammlung. 1875.
- Im Labyrinth der Welt. Roman, 3 Bände, 1878. (Digitalisat Band 1), (Band 2), (Band 3)
- Aufgelöste Dissonanten. Novellen, 1978.
- In der letzten Stunde. Novellen, 1879. (Digitalisat)
- Viktoria Konkordia. Novelle, 1879.
- Das Herz auf dem rechten Fleck. Roman, 1879.
- Lebende Bilder. Novellen, 1880.
- Der liebe Gott geht durch den Wald. Novelle, 1880.
- Luftschlösser. Roman, 3 Bände, 1882.